# Хойбах (приток Майна)
Хойбах (нем. Heubach) — река в Германии, протекает по Нижней Франконии (земля Бавария). Правый приток Майна. Речной индекс 24732. Площадь бассейна составляет 12,35 км². Длина реки 6,49 км. Высота истока 346 м. Высота устья 122 м.
Система водного объекта: Майн → Рейн → Северное море.

## Топонимика
От названия речки происходят названия коммун Гросхойбах (Großheubach) и Клайнхойбах (Kleinheubach).